# Jacinto Esteve
Jacinto Esteve (n. 1776) fue un pintor español de los siglos XVIII y XIX.

## Biografía
Nacido en la localidad valenciana de Liria en 1776, a los diecinueve años de edad se habría presentado según Ossorio y Bernard al concurso de premios de la Academia de San Carlos por la pintura y escultura, logrando una gratificación pecuniaria por esta última arte, y en 1801 el premio primero de pintura. En el Museo Provincial de Valencia se conservaba de este artista un lienzo representando a El rey D. Alfonso V de Aragón recibiendo al Cardenal de Fox.